# Psilocera tennysoni
Psilocera tennysoni är en stekelart som först beskrevs av Girault 1913.  Psilocera tennysoni ingår i släktet Psilocera och familjen puppglanssteklar. Inga underarter finns listade i Catalogue of Life.